# Iウィジェット

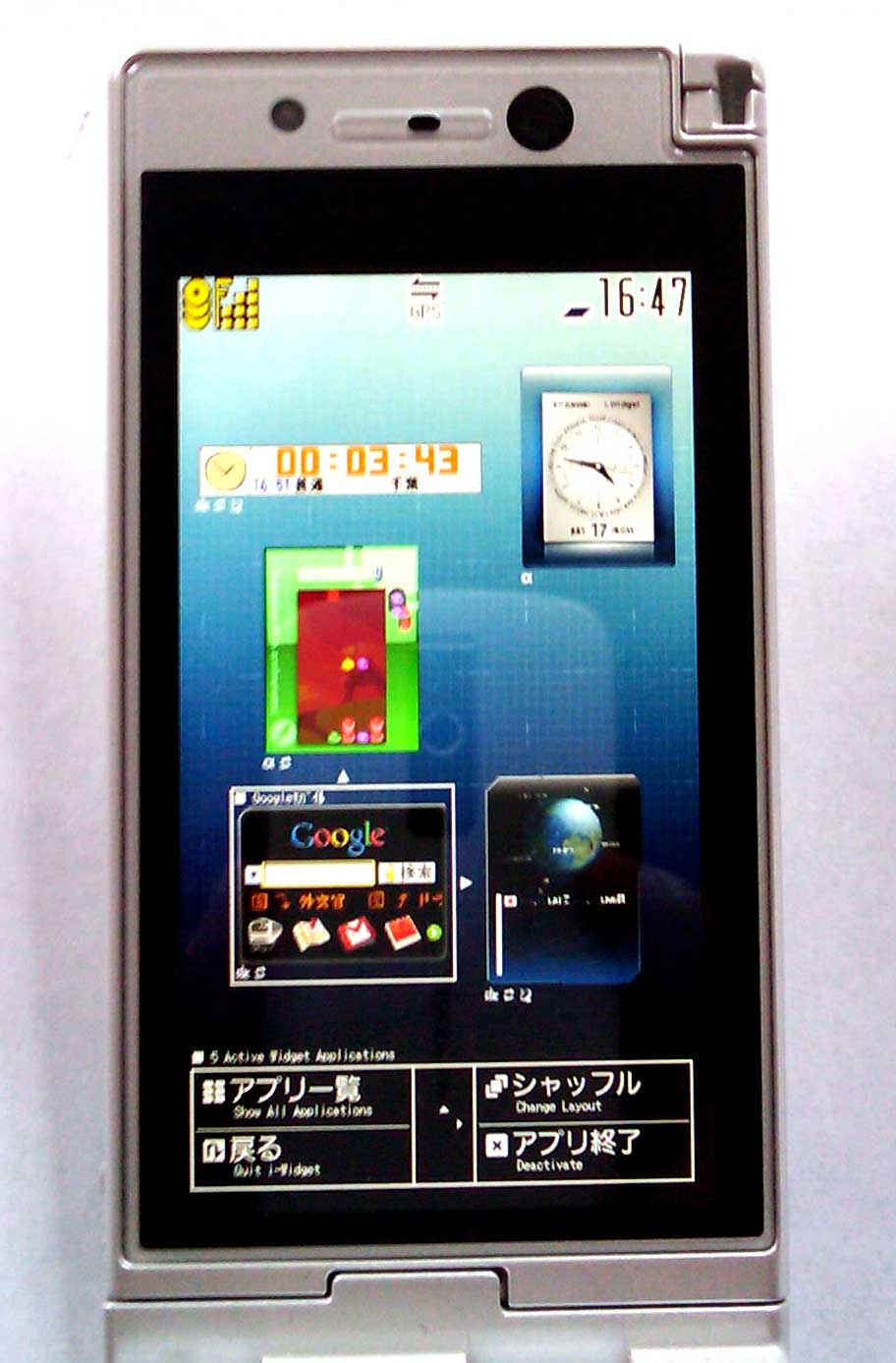
iウィジェット（JRトラベルナビ、iWウォッチ、ぷよぷよ、Googleウィジェット、地図アプリ）

iウィジェット（アイ ウェジェット）は、2008年冬モデルのNTTドコモの携帯電話端末から始まったサービス。

## 概要
パソコンで使われているような、ウィジェットエンジンを携帯電話用に応用したものである。時計や電卓、株価情報、スポーツ情報などのコンテンツを小さなアプリとして待受画面内に複数配置できる。端末のiウィジェットキー（［W］キー）で待受画面と切り替える事で利用できる。ウィジェット画面を表示するだけで最新の情報に更新され、最大8つまで配置できる。
iウィジェットの正体はiアプリの一種で、Javaを使っている。iアプリと連携することで機能拡張することも出来る。

## 利用料
無料（ただし、コンテンツにより有料のものもある。）

## 対応機種
※以下のシリーズの機種の他にも富士通製などの一部端末で利用することが可能である。

### docomo STYLE series
F-08A・N-02A・N-08A・P-02A・P-08A・SH-05A・SH-08A・F-02B・F-07B・F-08B・N-01B・N-03B・N-05B・P-02B・P-06B・SH-02B・SH-04B・SH-05B・SH-06B・SH-08B・F-02C / F-04C / F-05C / L-01C / N-01C / N-02C / P-02C / SH-02C / SH-04C　/ SH-11C / F-10C / P-04C / P-06C / L-10C

### docomo PRIME series
F-01A・F-03A・F-09A・N-01A・N-06A・N-07A・P-01A・P-07A・SH-01A・SH-03A・SH-06A・F-01B・F-04B・F-06B・N-02B・N-04B・P-01B・P-04B・SH-01B・SH-07B・ F-01C / N-03C / P-03C / SH-01C　/ SH-10C / F-09C / CA-01C / P-05C　

### docomo SMART series
N-09A・P-09A・F-03B・N-04A・N-07B・SH-09B・F-03C / P-01C / F-11C / N-05C

### docomo PRO series
SH-04A・SH-07A・N-08B・SH-03B
・ L-03C / SH-05C / SH-06C　

## 他社の類似サービス
- au - au one ガジェット：KCP+端末が対応。
- ソフトバンクモバイル - モバイルウィジェット：SoftBank 931SHを皮切りに、以降の一部機種が対応。